# Pseudohadena sergia
Pseudohadena sergia là một loài bướm đêm trong họ Noctuidae.